# Stanislav Kratochvíl
Stanislav Kratochvil (ur. 25 sierpnia 1932 w Brnie) – czeski psycholog, zajmujący się przede wszystkim psychoterapią i seksuologią. Ukończył studia psychologiczne na Wydziale Filozofii Uniwersytetu Masaryka. Pracuje jako psycholog kliniczny w szpitalu psychiatrycznym w Kromieryżu.

## Wybrane publikacje
- Psychoterapie, Praha: Avicenum, 1970, 1973, 1976
- Klinická hypnóza, 3. vyd., Praha: Grada Publishing, 2009
- Jak žít s neurózou: o neurotických poruchách a jejich zvládání. 4. vyd., Praha: Triton, 2006 (1. vydání 1986)
- Manželská a párová terapie. 4. vyd., Praha: Portál, 2009.
- Základy psychoterapie. 7. vyd., Praha: Portál, 2017.
- Příběhy terapeutických skupin. Praha: Triton, 2007
- Sex: starosti a radosti: sexuální hry pro muže a ženy. Praha: Triton, 2008
- Sex jako obohacení života. 2. vyd. Praha: Grada Publishing, 2012

Przekłady na polski
- Stanisław Kratochvil: Psychoterapia. Kierunki, metody, badania. Tł. Anna Ciechanowicz, Maria Erhardt-Gronowska; redaktorzy naukowi Barbara Bigo, Stefan Leder. Warszawa: Państwowe Wydawnictwo Naukowe, 1978. (pol.).